# Georg Wickert

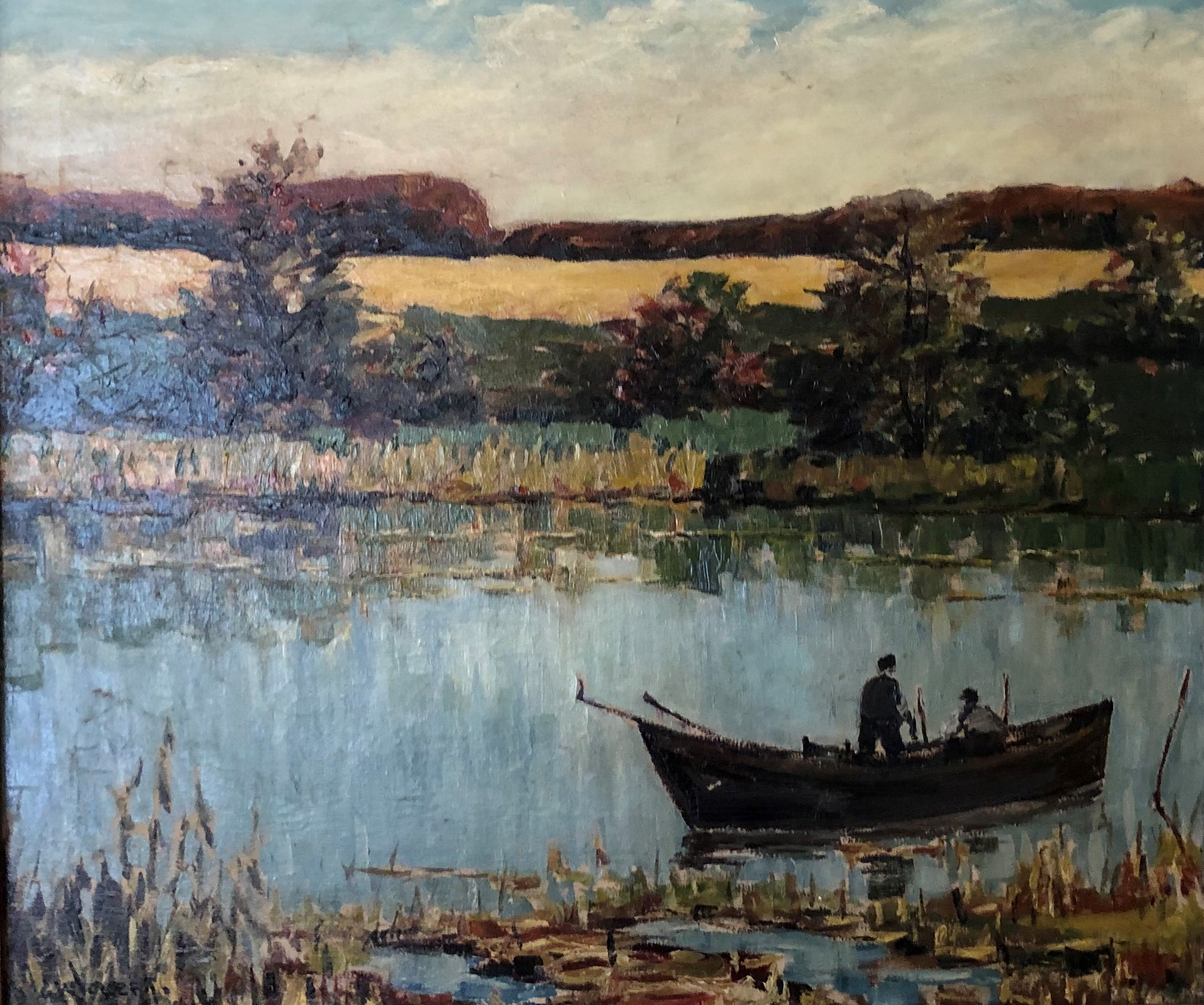
Fischer auf der Wakenitz

Georg Josef Wickert (* 19. Oktober 1886 in Gleiwitz; † 12. Februar 1940 in Lübeck) war ein deutscher Landschaftsmaler. 

## Leben
Georg Wickert war der Sohn eines Schneidermeisters aus dem oberschlesischen Gleiwitz. Nach Studienreisen durch Südamerika und Italien war er in Lübeck tätig. Seine Motive fand er vor allem am Wasser, so an der Wakenitz, der Trave oder an der Ostsee. Im August 1929 zeigten Westermanns Monatshefte seine Jachten im Morgenlicht, und 1930 fand ein Kritiker, aus seinen Bildern spreche „der ganze Zauber von Wasser und Land, Bäumen und weitgespanntem Himmel“.
Seit 1916 war er verheiratet mit Agnes Lucie Karoline, geb. Brey (1889–). Wickert wohnte zuletzt in der Friedrich-Wilhelm-Straße (jetzt Stresemannstr.) 21 in Lübeck-St. Jürgen. Er wurde auf dem Burgtorfriedhof beigesetzt.